# École nationale supérieure des arts appliqués et des métiers d'art
École nationale supérieure des arts appliqués et des métiers d'art (ENSAAMA) är en offentlig institution för konstnärlig och teknisk utbildning belägen i det 15:e arrondissementet i Paris, Rue Olivier-de-Serres (ibland kallad "Olivier-de-Serres-skolan").
ENSAAMA är idag en offentlig skola med 710 studenter i forskarutbildning.

## Kända akademiker
- Raymond Peynet, fransk tecknare
- Georges Pichard, fransk målare, illustratör och serieskapare
- Paul Virilio, fransk filosof med fokus på kulturteori, stadsplanering och estetik